# Figline Valdarno
Figline Valdarno ist eine Fraktion der italienischen Gemeinde (comune) Figline e Incisa Valdarno in der Metropolitanstadt Florenz, Toskana.

## Geografie

Lage von Figline Valdarno in der Provinz Florenz

Der Ort erstreckt sich über ca. 71 km². Er liegt ca. 25 Kilometer südöstlich von Florenz im Südosten der Metropolitanstadt Florenz in der klimatischen Einordnung italienischer Gemeinden in der Zone D, 1 925 GG.
Figline Valdarno liegt im namenszusatzgebenden Arnotal (Valdarno), der Arno durchfließt das Gemeindegebiet 7 km lang. Ein weiteres wichtiges Gewässer ist der Torrente Torrente del Cesto, der alle seiner 8 km im Gemeindegebiet verbringt. Östlich der Gemeinde liegt Faella und die Provinz Arezzo, westlich das Gebiet des Chianti. Figline Valdarno gehört zum Bistum Fiesole.
Zu den weiteren Ortsteilen gehören Brollo (290 m, ca. 80 Einwohner), Gaville (276 m, ca. 70 Einwohner), Lagaccioni (125 m, ca. 160 Einwohner), Pian delle Macchie (267 m, ca. 150 Einwohner), Poggiolino (196 m, ca. 320 Einwohner), Ponte agli Stolli (300 m, ca. 230 Einwohner), Porcellino (135 m, ca. 200 Einwohner) und Restone (133 m, ca. 230 Einwohner).
Die Nachbarorte sind Castelfranco di Sopra (AR), Cavriglia (AR), Greve in Chianti, Incisa in Val d’Arno, Pian di Scò (AR), Reggello und San Giovanni Valdarno (AR).

## Geschichte

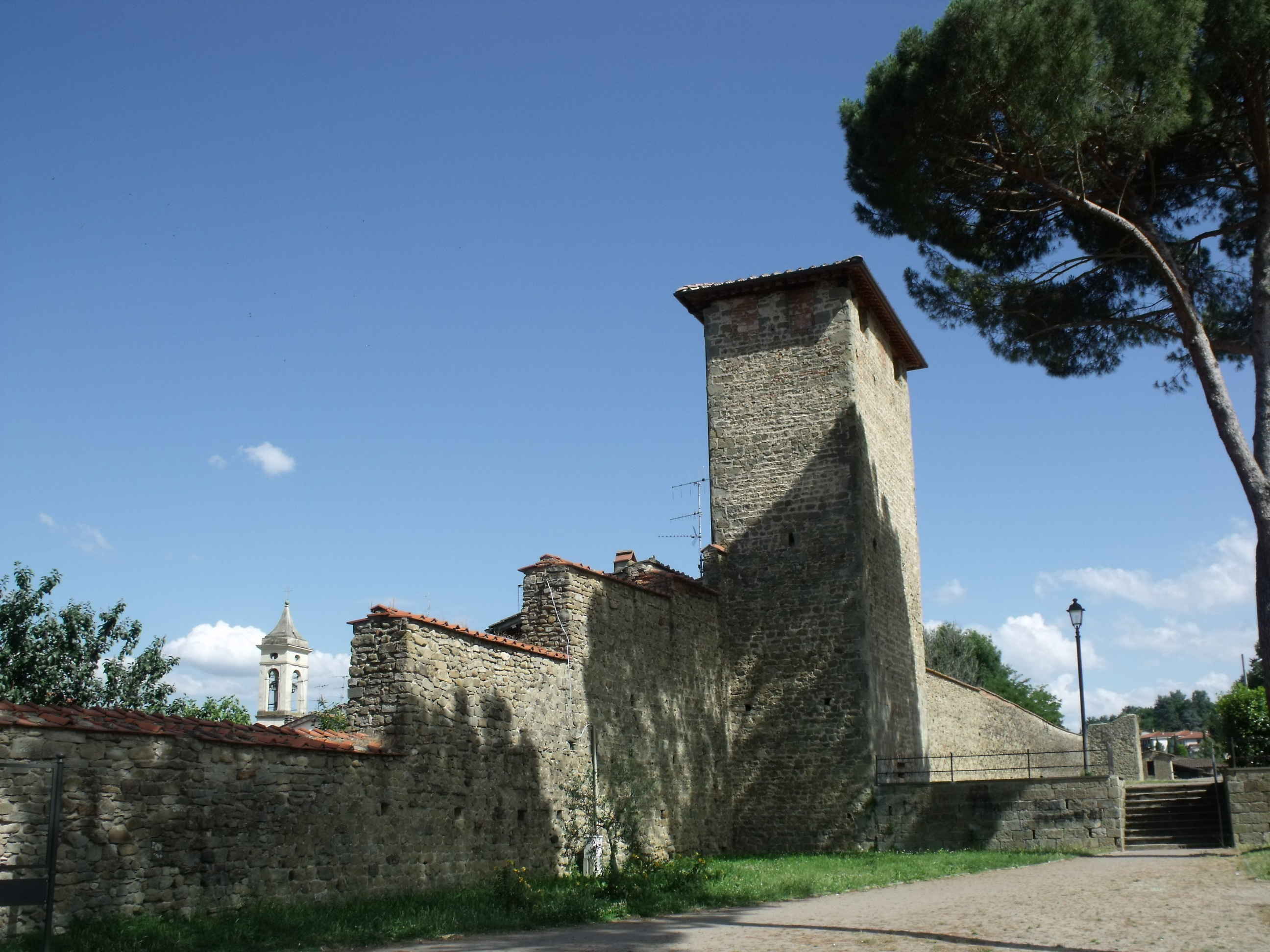
Die Stadtmauern von Figline Valdarno

Die Geschichte von Figline Valdarno beginnt im 11. Jahrhundert mit der Erwähnung der Burg Castello di Fegghine, die auf einer Anhöhe über dem Fluss lag. Die Gegend um die Anhöhe wurde bereits durch die Etrusker bewohnt. Nach der Zerstörung der Burg wurde die dazugehörige Unterstadt (Borgo), die um das 12. Jahrhundert entstand und als Marktplatz diente, von den Fiorentinern in den 1250er Jahren ausgebaut. Im 14. Jahrhundert entstand die Stadtmauer mit den Toren Porta Aretina, Porta Fiorentina, Porta San Francesco und Porta Senese (heute zugemauert).
Figline Valdarno erlebt seit 1861 einen stetigen Bevölkerungsanstieg. Während 1861 die Bevölkerungszahl knapp unter zehntausend lag, wuchs sie kontinuierlich bis auf über 16.000 im Jahr 2011 an. Am 1. Januar 2014 gründete Figline Valdarno mit dem Nachbarort Incisa in Val d’Arno die neue Gemeinde Figline e Incisa Valdarno.

## Sehenswürdigkeiten

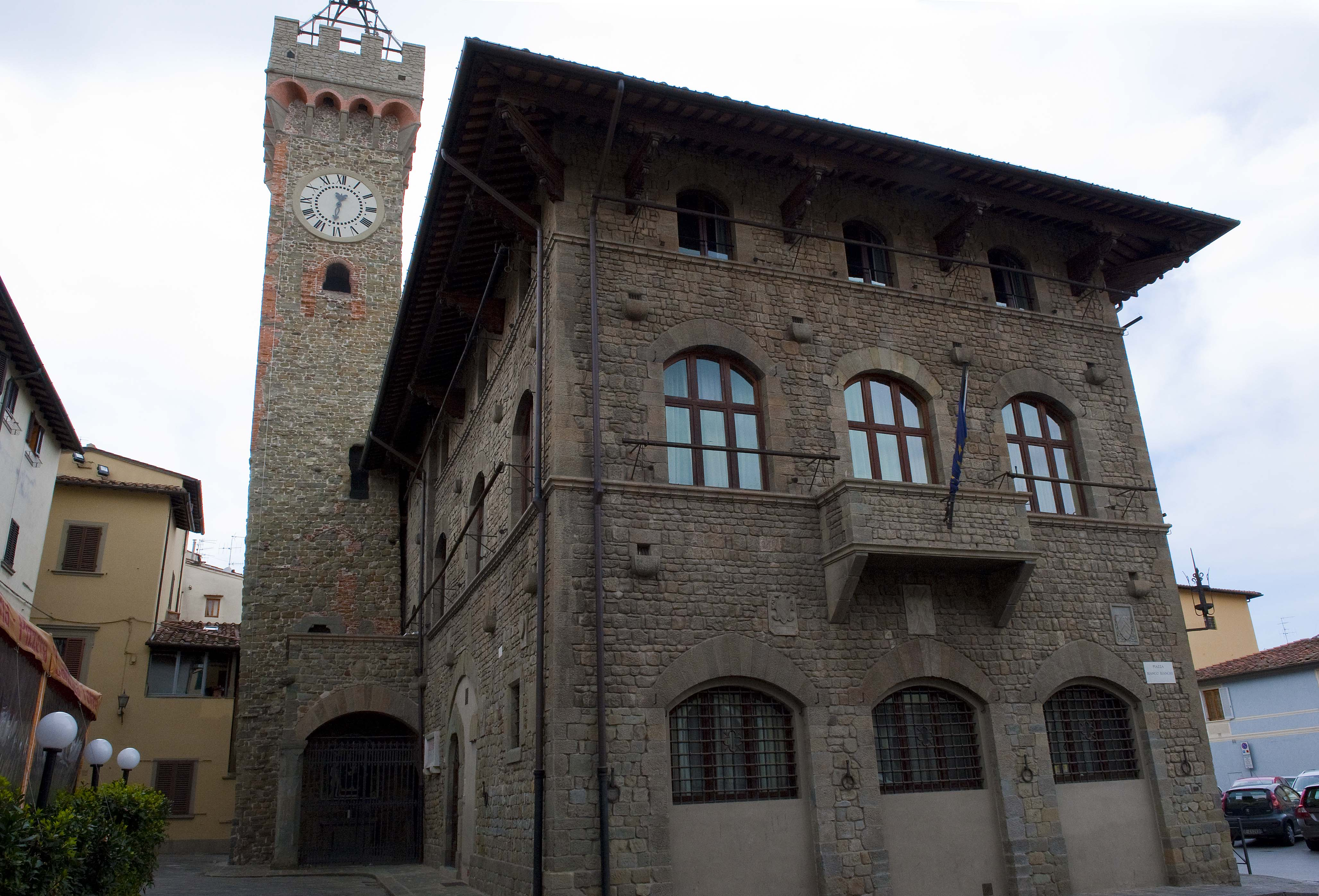
Der Palazzo Pretorio in Figline Valdarno

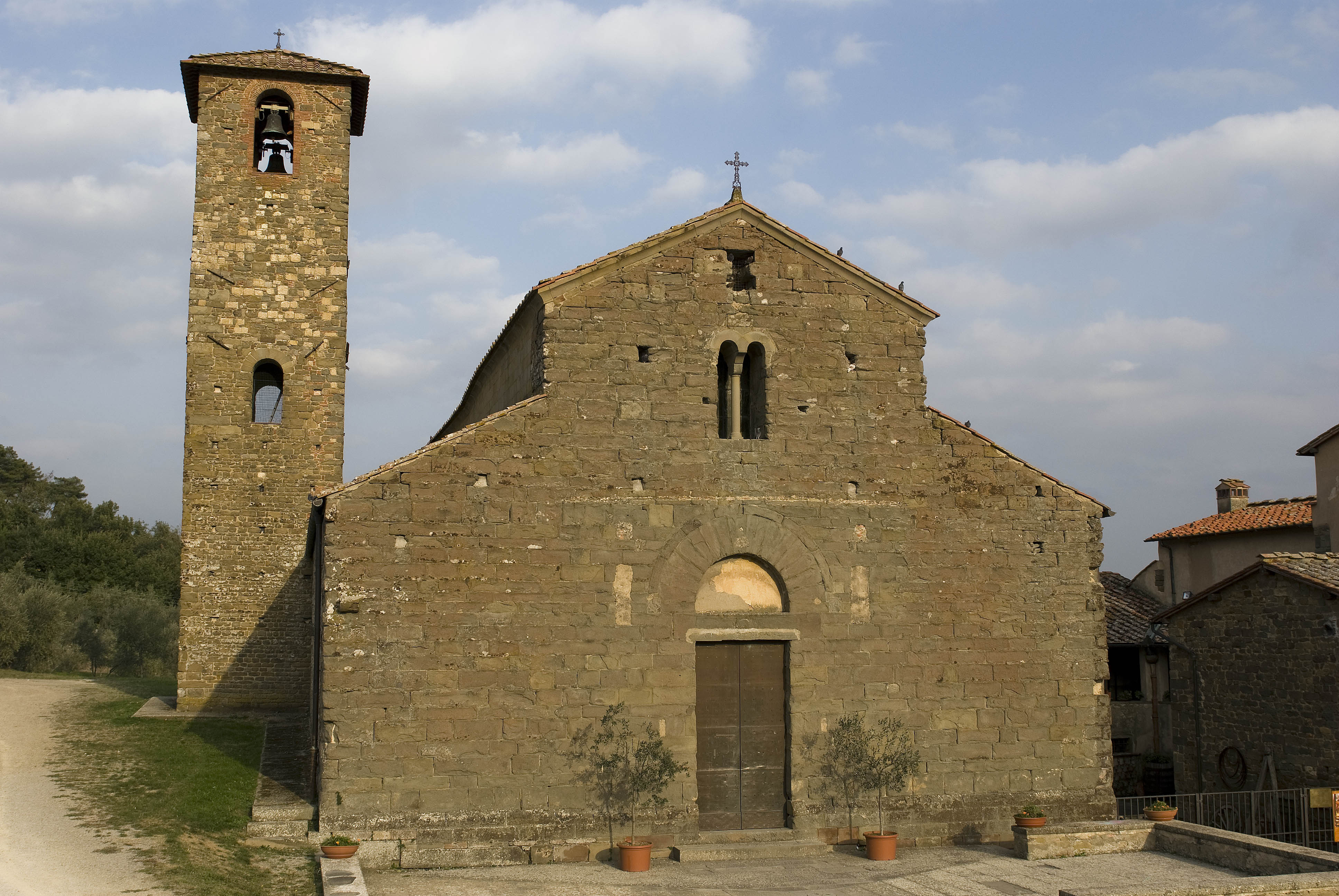
Die Pieve di San Romolo a Gaville

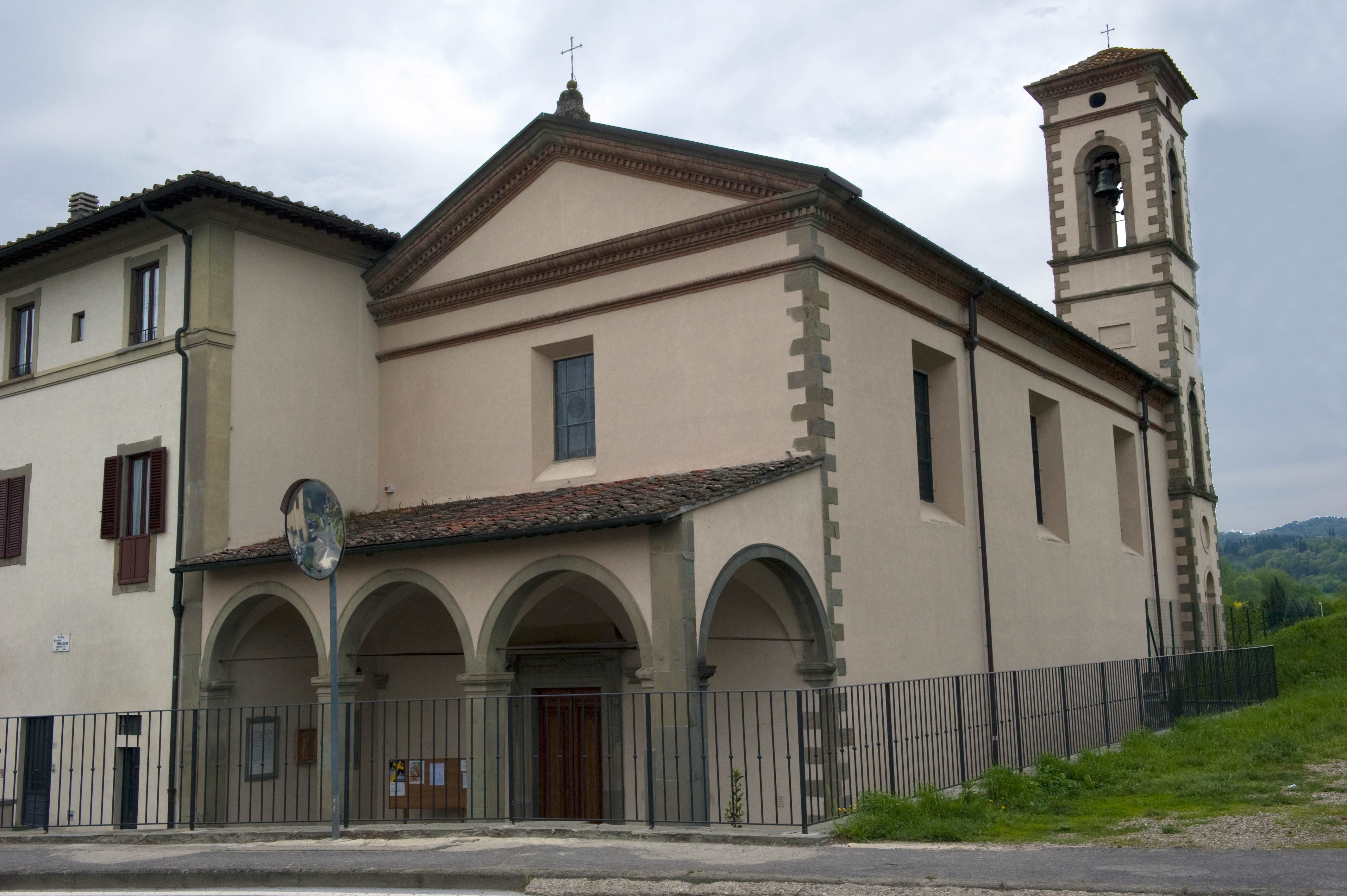
Das Santuario di Santa Maria a Ponterosso

- Collegiata di Santa Maria , Hauptkirche aus dem 13. Jahrhundert, die an der zentralen Piazza Marsilio Ficino liegt. Die Kirche wurde 1493, 1913 und 1933 stark verändert. Erhielt den Titel der Collegiata 1493 von Papst Alexander VI.[6]
- Museo d’Arte Sacra della Collegiata Santa Maria Assunta, auch Museo della Collegiata genannt, Kunstmuseum. Enthält unter anderem Werke des Maestro di Figline (Madonna in trono con Bambino e Santi, 1317 entstanden) und Ludovico Cigoli (Martirio di San Lorenzo, 1590 entstanden). Weitere Werke stammen von Andrea di Giusto Manzini (Adorazione dei Magi, 1436 entstanden), Agostino Melissi (La Trinità con la Vergine, 1674 entstanden) und Egisto Sarri (San Stanislao Kostka, ca. 1859 entstanden).[7]
- Palazzo Pretorio, Rathauspalast mit Uhrturm aus dem 13. Jahrhundert. Wurde von 1924 bis 1931 renoviert. Im Inneren befindet sich die dem Benedetto Buglioni zugeschriebene Terracotta-Figur Madonna col Bambino tra i Santi Sebastiano e Antonio Abate.[6]
- Monastero della Santa Croce delle Agostiniane, Kloster, das 1542 gegründet wurde.[6]
- Chiesa di San Francesco, bereits 1229 erwähnte Kirche mit Konvent. Enthält von Giovanni del Biondo das Werk Madonna col Bambino aus dem Jahr 1392.[6]
- Casagrande dei Serristori, Gebäudekomplex mit mehreren Palazzi der Familie Serristori, entstand im späten 14. Jahrhundert.[6]
- Monastero della Santa Croce, 1542 entstandenes Kloster.[8]
- Pieve di San Romolo a Gaville, Pieve aus dem 12. Jahrhundert mit noch älterem Campanile.[4]
- Abbazia di San Cassiano a Montescalari, Abtei westlich von Figline Valdarno in den Chianti-Hügeln.
- Chiesa di Sant’Andrea a Ripalta, Kirche, die bereits im 11. Jahrhundert erwähnt wurde und ca. 2,5 km südöstlich des Hauptortes liegt. Enthält von Andrea di Giusto das 1436 entstandene Werk Adorazione dei Magi e quattro Santi.[4]
- Santuario di Santa Maria a Ponterosso, 1570 mit Hilfe der Medici entstandenes Sanktuarium.[4]
- Chiesa di San Bartolomeo a Scampata, Kirche romanischen Ursprungs, enthielt ein 1320 entstandenes Werk von Ugolino di Nerio.[8]
- Chiesa di San Pietro al Terreno, bereits 1148 erwähnte Kirche, die im 17. Jahrhundert stark verändert wurde.[8]

## Verkehr
- Der Ort ist über die 3 km nördlich gelegene Anschlussstelle Incisa an die Autobahn A 1 angeschlossen.
- Die Haltestelle Figline Valdarno liegt an der Bahnstrecke Florenz-Arezzo.

## Veranstaltungen
- Palio di San Rocco, seit 1972 stattfindender Palio zwischen den vier Contraden Porta Aretina, Porta Fiorentina, Porta San Francesco und Porta Senese, der jährlich in den ersten Septembertagen ausgetragen wird.[9]

## Sport
Der örtliche Fußballverein ASD Giallo-Blu Figline spielt derzeit in der Eccellenza Toscana (6. Spielklasse).

## Persönlichkeiten
- Marsilio Ficino (1433–1499), Humanist, Philosoph und Arzt
- Giovanni Magherini Graziani (1852–1924), Kunst- und Lokalhistoriker
- Angelo Raffaele Bernacchioni (1854–1937), römisch-katholischer Geistlicher und Kapuziner
- Marcello Ciolli (1928–2014), Radrennfahrer
- Giovanni Nerbini (* 1954), römisch-katholischer Bischof von Prato
- Leonardo Sottani (* 1973), Wasserballspieler
- Beniamino Brogi (* 1983), Schauspieler

## Städtepartnerschaften
- Pfungstadt, Deutschland
- Canals, Provinz Valencia, Spanien

## Trivia
- Der Musiker Sting besitzt ein Anwesen im Gemeindegebiet.